# Черкаси (Сарактаський район)
Черка́си (рос. Черкассы) — село у складі Сарактаського району Оренбурзької області, Росія.

## Населення
Населення — 1891 особа (2010; 1791 у 2002).
Національний склад (станом на 2002 рік):
- росіяни — 79 %